# Hipódromo de Phú Thọ
El Hipódromo de Phú Thọ (en vietnamita: Trường đua Phú Thọ) fue la única pista de carreras de caballos que existió en Vietnam. El centro de carreras fue fundado por colonos franceses durante la existencia de la Indochina francesa. Está situado en el Distrito 11, ciudad de Ho Chi Minh. Fue el sitio donde se produjo una gran batalla entre el Viet Cong y el ejército de la República de Vietnam durante la ofensiva del Tet. El hipódromo fue construido por franceses en 1932 con una superficie de 444.540 metros cuadrados. El 31 de mayo de 2011, el hipódromo fue cerrado por decisión del Comité Popular de la Ciudad Ho Chi Minh.